# Fram (Schiff, 1892)
Die Fram (norwegisch für vorwärts; Aussprache mit kurzem a) ist ein 1892 fertiggestelltes Schiff, das norwegische Polarforscher in den Jahren 1893–1912 nutzten. Die Fram war darauf ausgelegt, im Packeis driften zu können, ohne unter dem enormen Druck des Eises Schaden zu nehmen. Außerdem war das Schiff wegen der niedrigen Temperaturen in den Polarregionen gut wärmegedämmt.
Die Initiative zum Bau ging von Fridtjof Nansen aus; er gab Colin Archer, dem renommierten norwegischen Schiffskonstrukteur aus Larvik, 1890 den Auftrag, die Fram zu bauen.
Kein Holzschiff fuhr jemals – weder im Süden noch im Norden – auf höheren Breitengraden als die Fram. Die Fram war bis 1914 für Expeditionen unterwegs und wurde 1935 angelandet. Das Schiff ist mit den Aufbauten von 1902 im Frammuseum in Oslo ausgestellt.

## Konstruktion

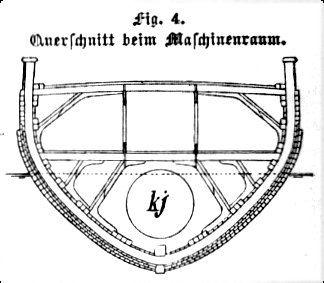
Rumpfquerschnitt

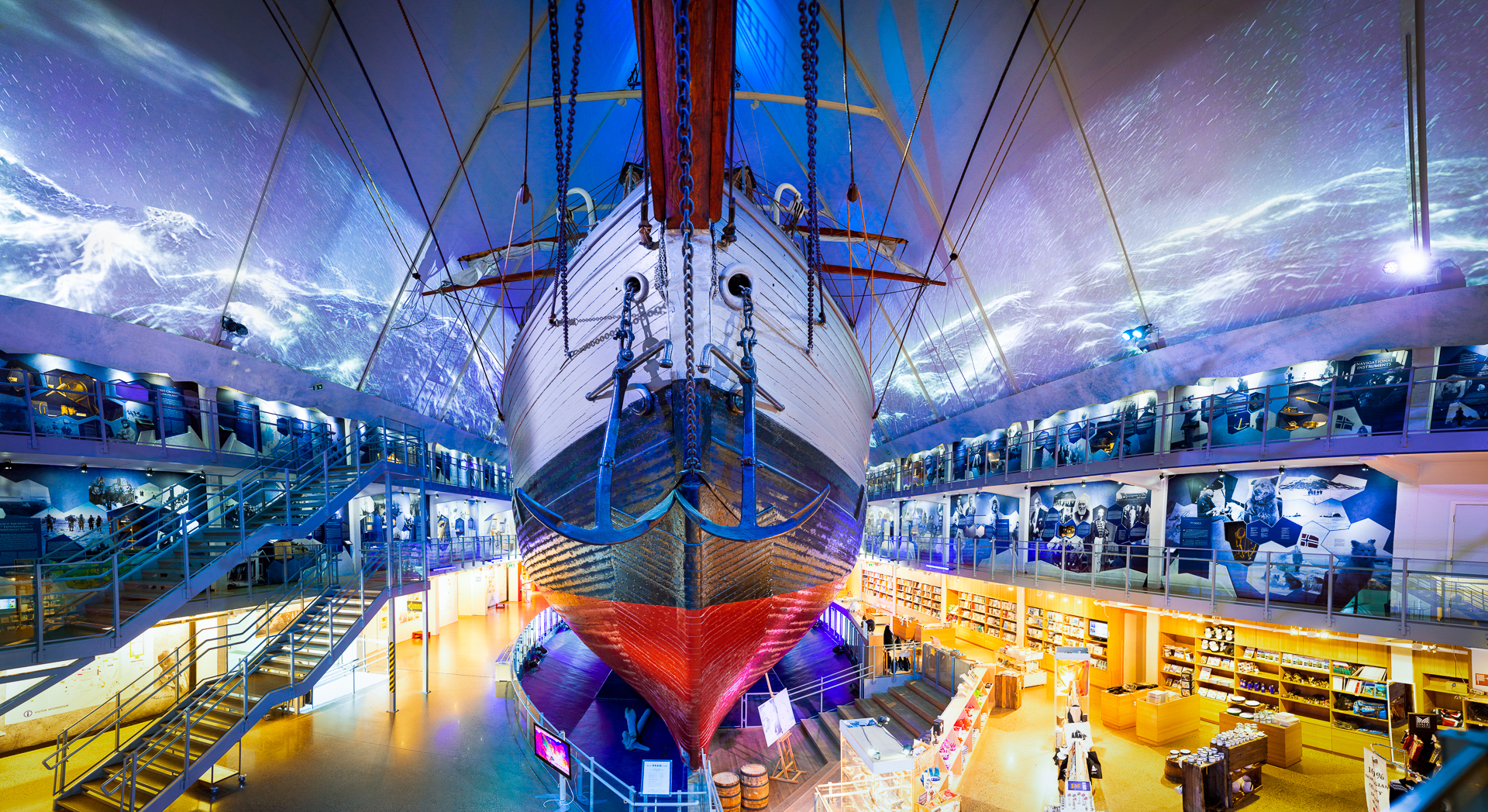
Fram-Museum in Oslo

Die Fram hatte 402 BRT und einen unüblichen dreieckförmig-abgerundeten Rumpfquerschnitt. Die Außenwand war etwa 50 cm dick und mit schrägen Streben im Innern versteift. Die Konstruktion war so gestaltet, dass das Schiff vom Eisdruck angehoben wurde und deshalb nicht zerdrückt werden konnte. Diese Idee wurde später auch beim Bau des deutschen Forschungsschiffs Gauß übernommen, mit dem Erich von Drygalski 1901 bis 1903 die erste deutsche Südpolarexpedition durchführte. Diese Form soll aber auch zu einer schlechten Stabilität im Wasser beigetragen haben, die das Segeln bei rauer See fast unerträglich gemacht haben soll.
Viele Ideen für die Konstruktion des Schiffes gingen auf Nansen zurück: Das Ruder und der Propellerantrieb waren einziehbar, um sie vor dem Druck des Eises zu schützen.
Die Fram war als Dreimastschoner getakelt und mit einer Dreifach-Expansionsdampfmaschine versehen.
Für Amundsens Südpolexpedition erhielt sie 1910 als erstes Hochseeschiff der Welt einen Dieselmotor. Er leistete 180 PS (132 kW) und war zur Rückwärtsfahrt umsteuerbar.

Rumpf und Antrieb
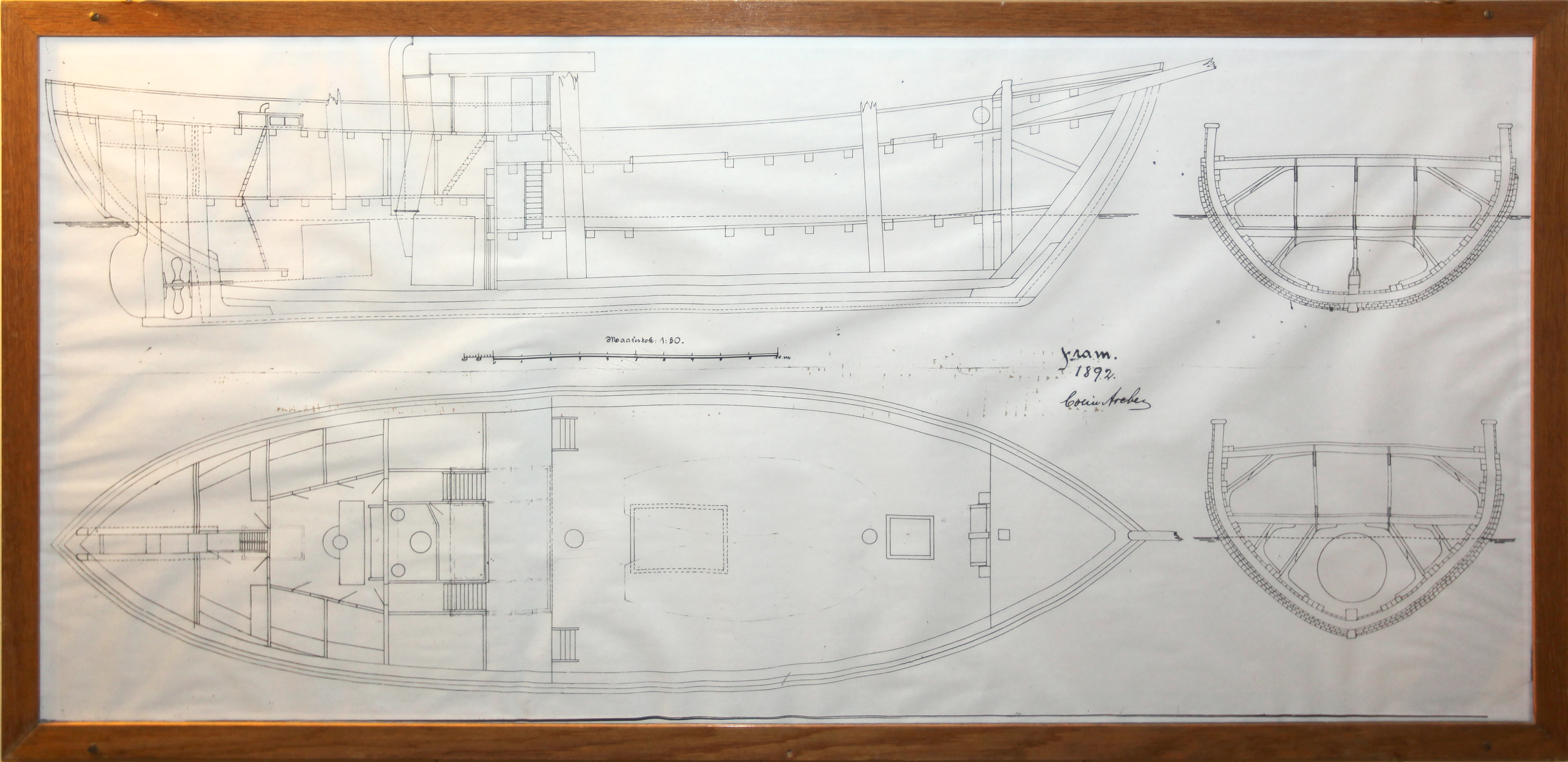
Bauzeichnung der Rumpfkonstruktion (Fram 1893–1896)
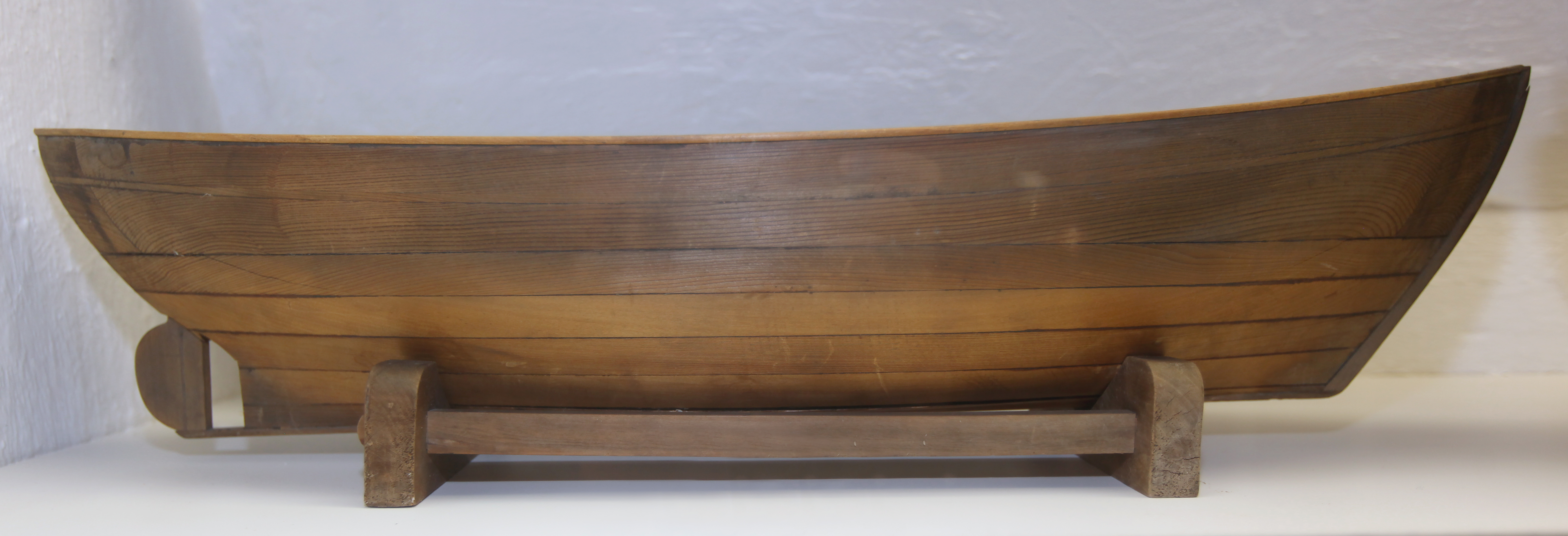
Rumpfmodell der Fram (Colin Archer)
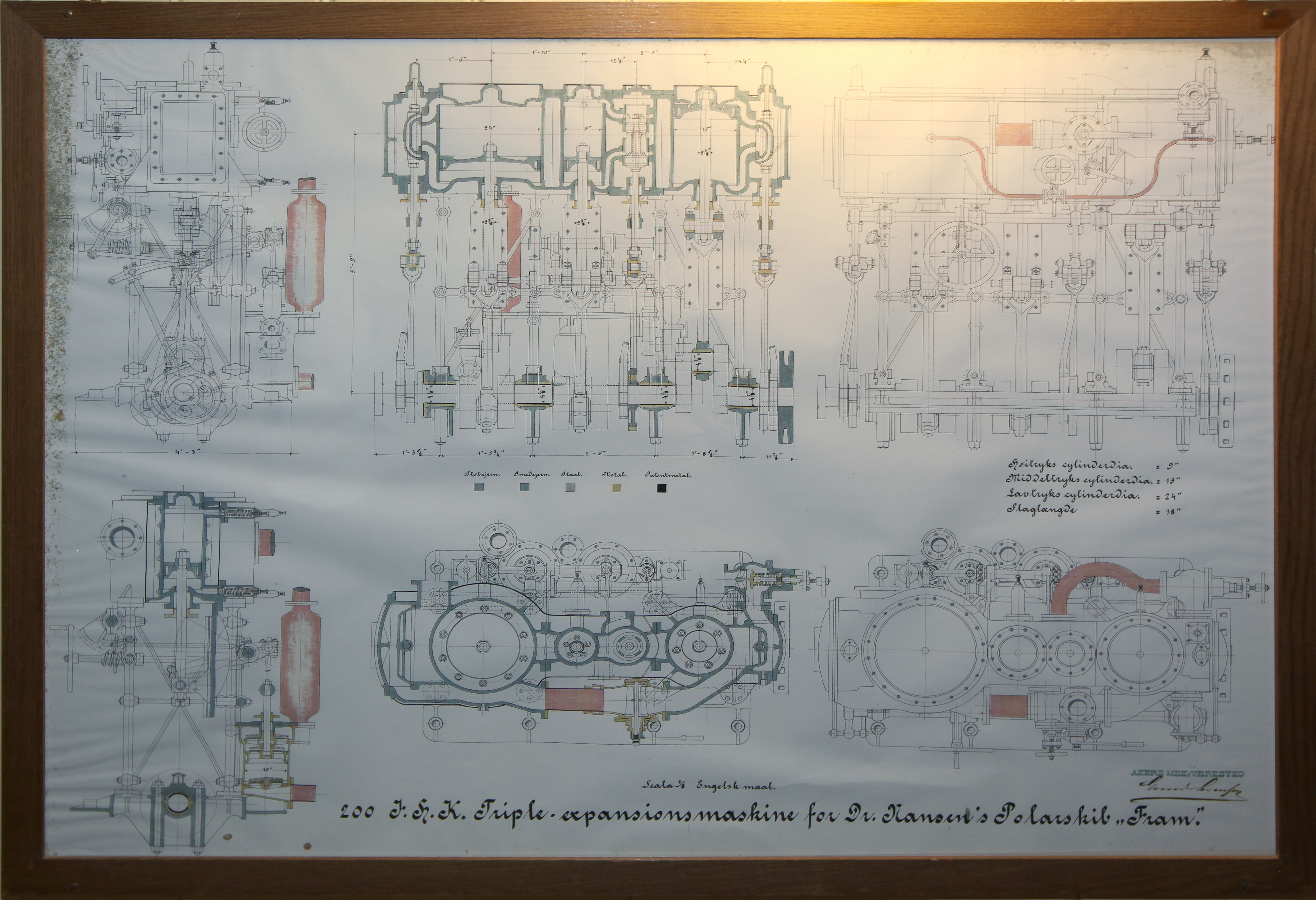
Technische Zeichnung der Dampfmaschine
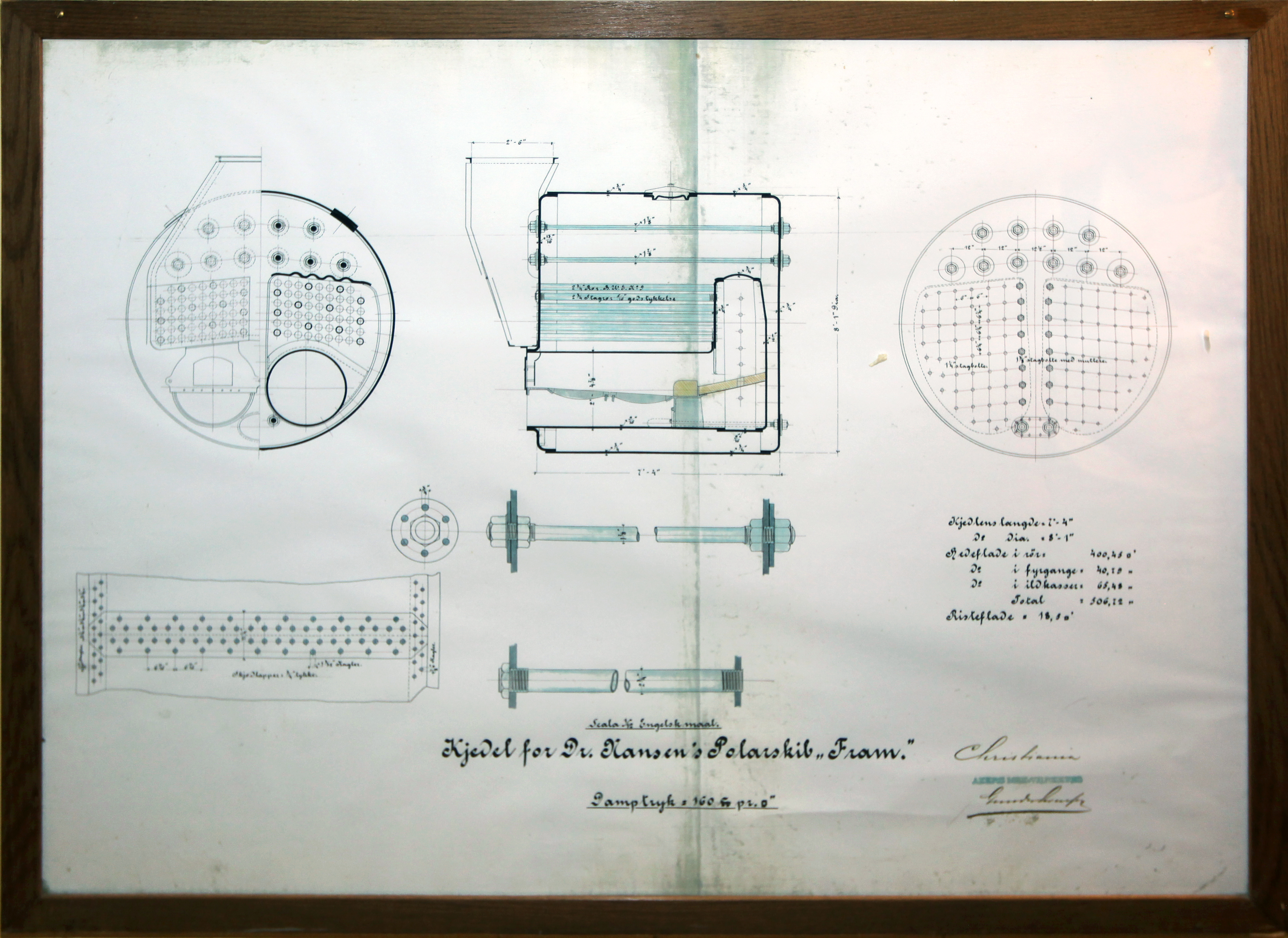
Technische Zeichnung des Dampfkessels
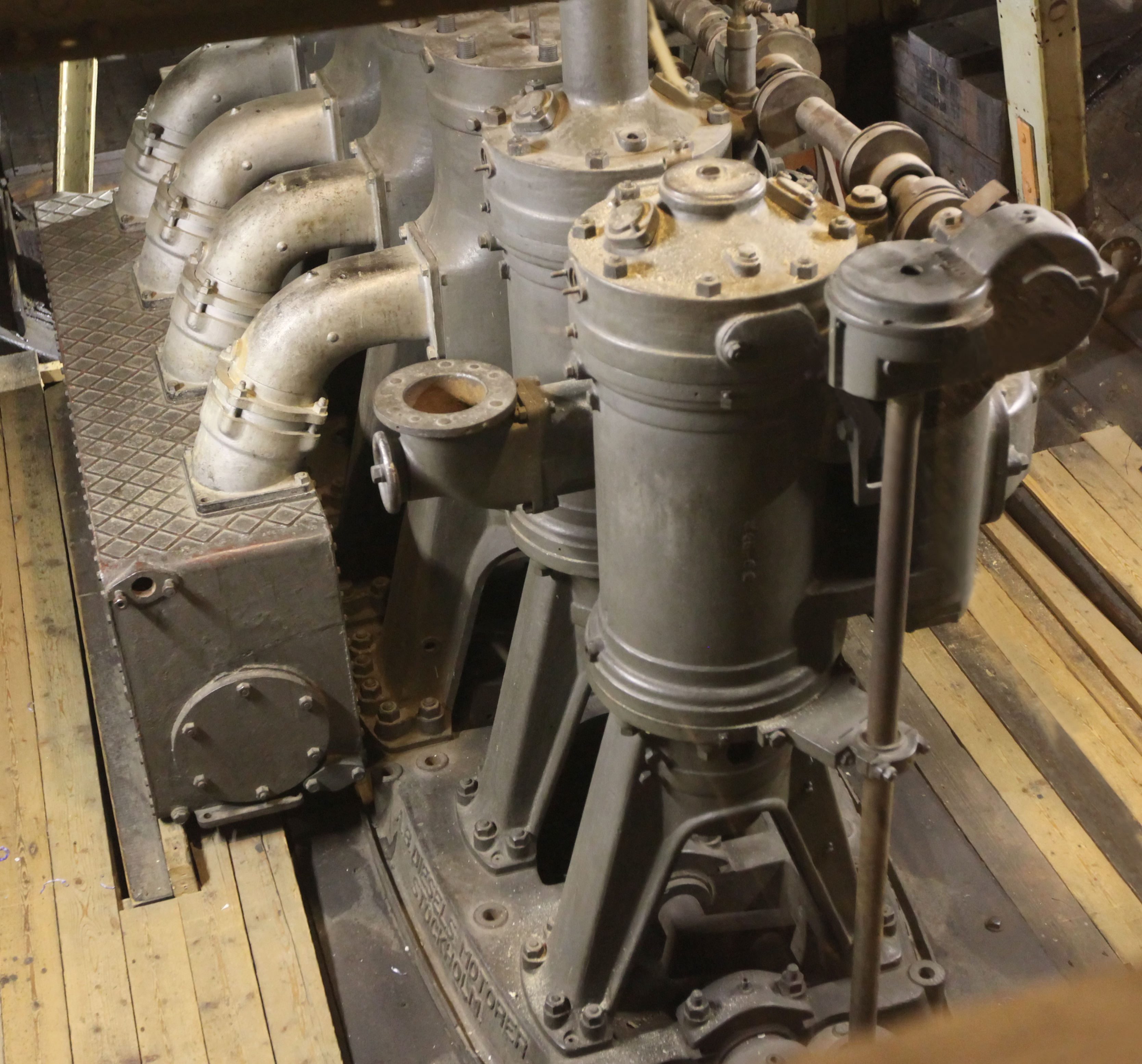
Schiffsdieselmotor (Ersatz der Dampfmaschine, 1910)

Ruderanlage
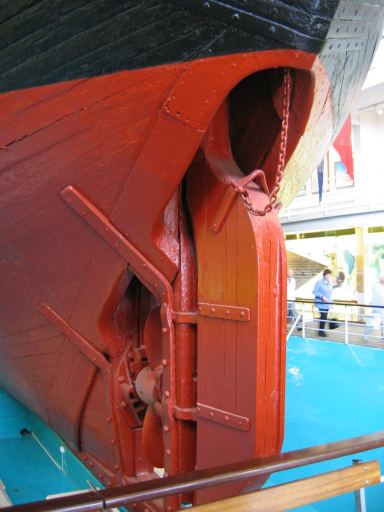
Ruderblatt und Schraube
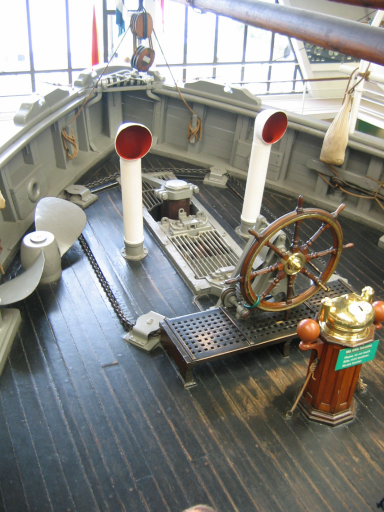
Ruderanlage
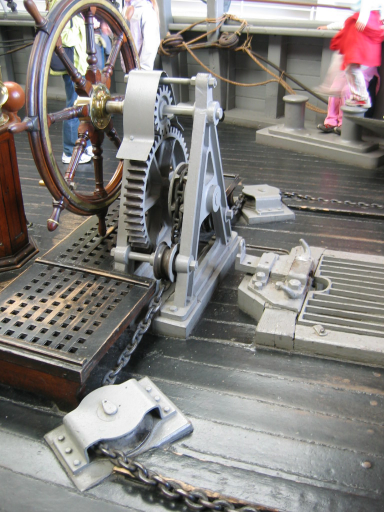
Ruderanlage
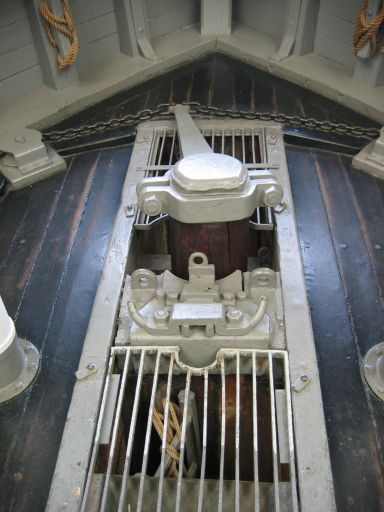
Ruderanlage

## Expeditionen
Die Fram wurde bei mehreren bekannten Expeditionen genutzt:
| Erforscher      | Jahr      | Expedition                    |
| --------------- | --------- | ----------------------------- |
| Fridtjof Nansen | 1893–1896 | Nordpol                       |
| Otto Sverdrup   | 1898–1902 | Kanadisch-arktischer Archipel |
| Roald Amundsen  | 1910–1912 | Südpol                        |

## Umbauten
Im Laufe der Zeit wurde die Fram mehrfach von ihren Nutzern umgebaut. Im Frammuseum in Oslo werden die verschiedenen Versionen als Modelle gezeigt (Breitfock und Stagfock wurden jedoch nicht – wie in Modell 5 gezeigt – gleichzeitig gesetzt).

Alle Modelle von Colin Archer
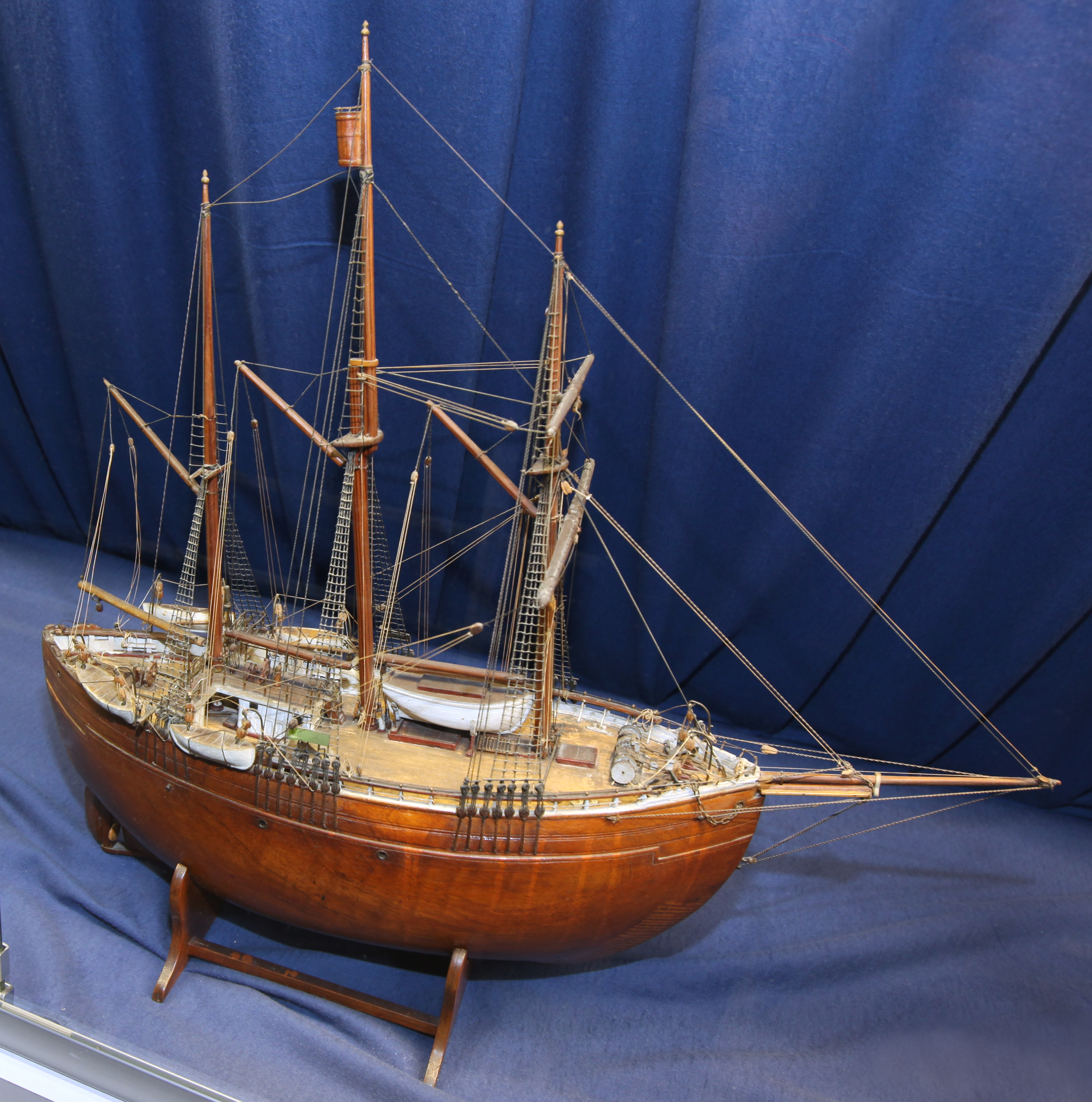
Modell eines Vorentwurfs der Fram.
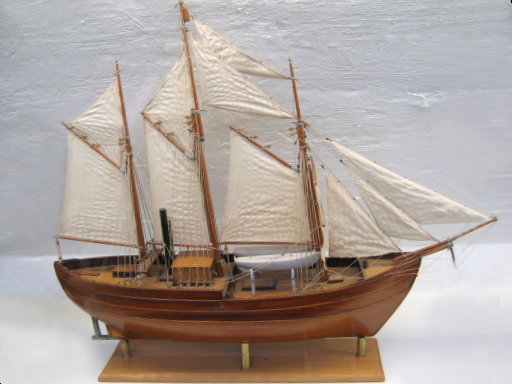
Modell des Entwurfs der Fram
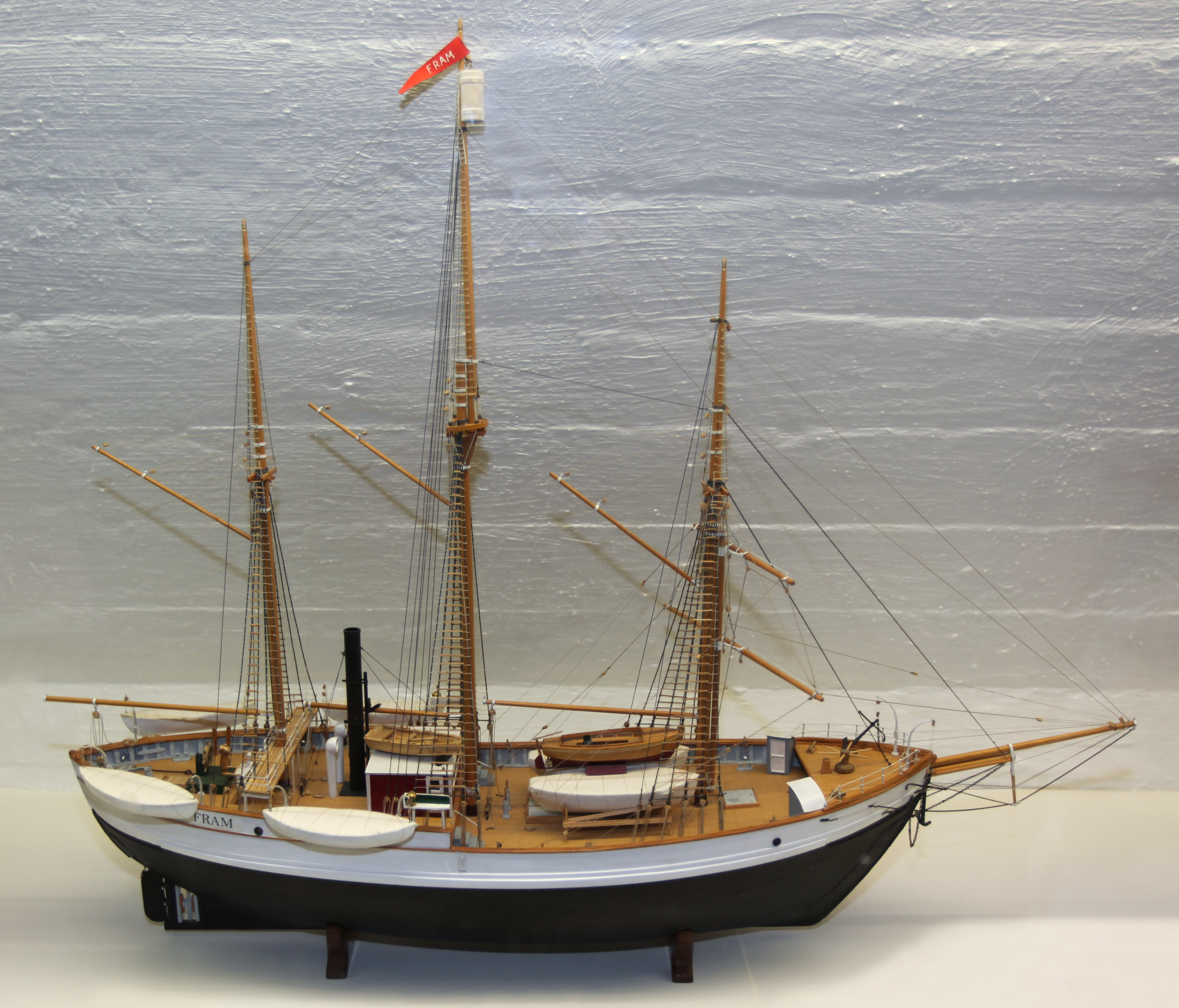
Modell der Fram 1893–1896 (Fridtjof Nansen)
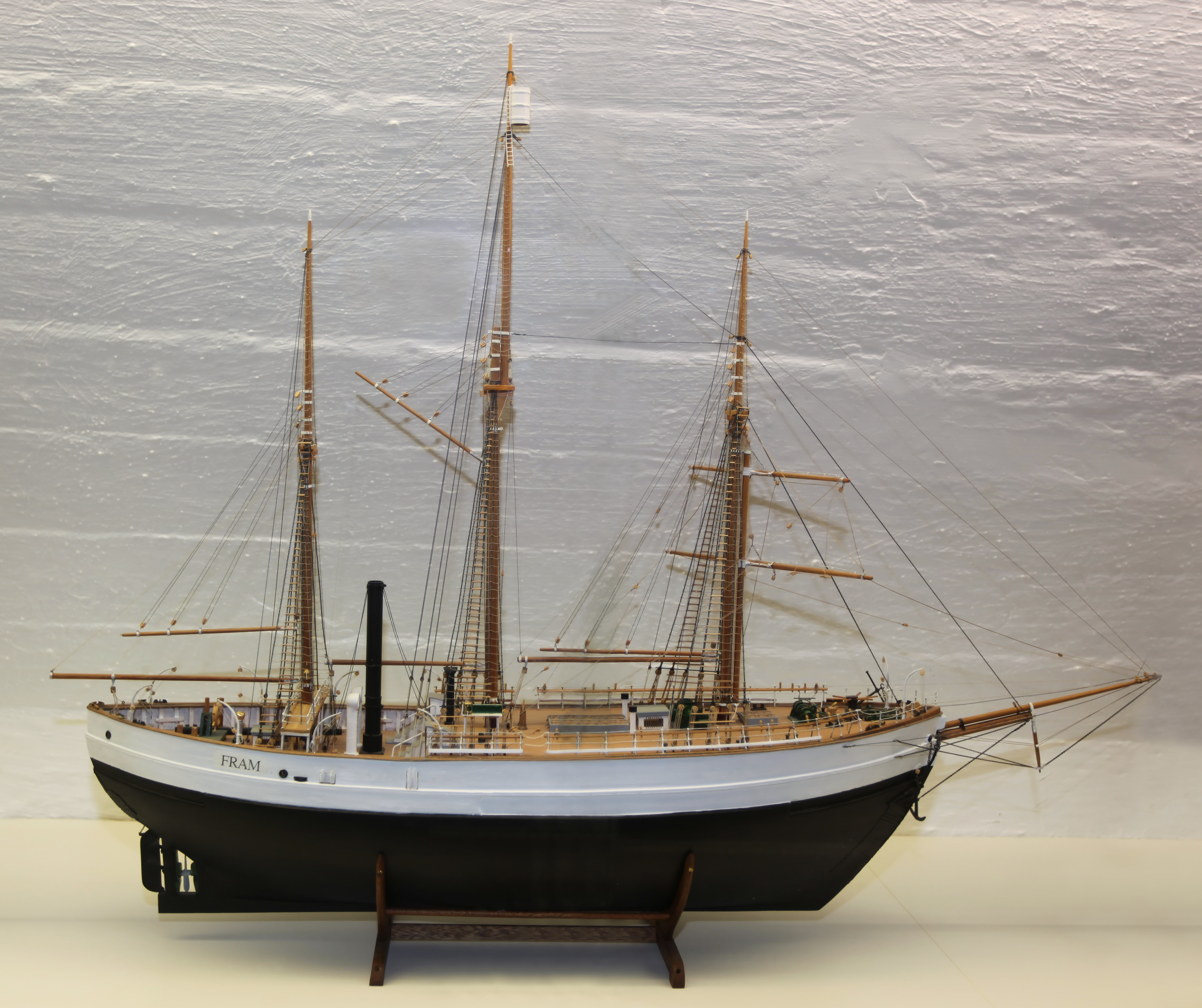
Modell der Fram 1898–1902 (Otto Sverdrup)
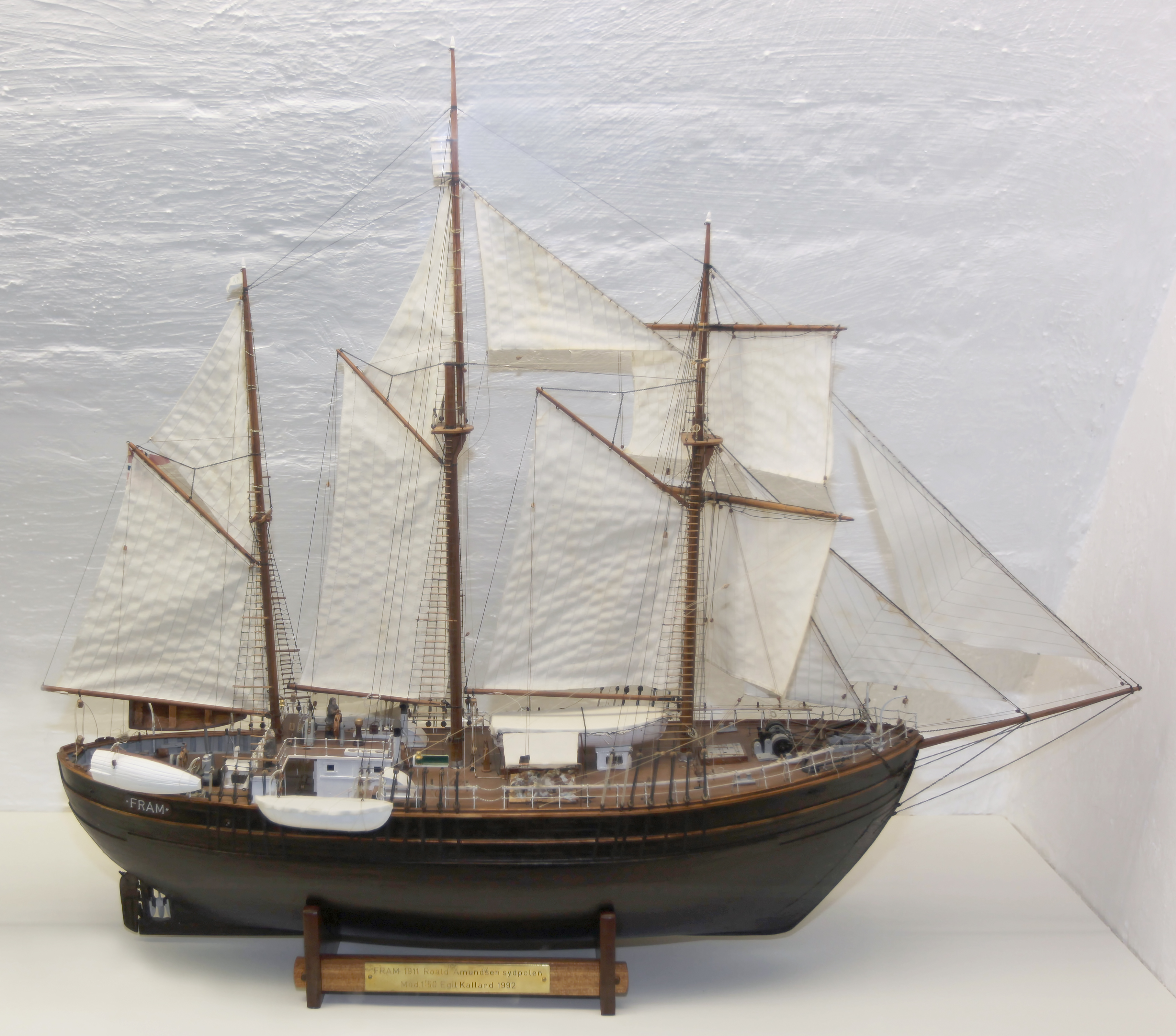
Modell der Fram 1910–1912 (Roald Amundsen)

## Frammuseum
Die Fram war zwar von 1912 bis 1920 in einem Dock, wurde jedoch nicht gewartet und begann zu zerfallen. Auf Initiative von Lars Christensen, Otto Sverdrup und Oscar Wisting wurde die Fram ab den 1920er Jahren restauriert. Ab 1935 wurde das Schiff im speziell dafür gebauten Frammuseum auf der Halbinsel Bygdøy (Oslo) überdacht ausgestellt. Besucher können dort das mit originalem Interieur versehene Schiff besichtigen. Im Museum werden zudem die drei Polarfahrten der Fram dargestellt; es gibt auch eine umfangreiche Ausstellung zu den Arktis- und Antarktisgebieten.

## Benennungen nach derFram
- Fram2, eine bemannte Weltraummission im Jahr 2025
- Fram Rupes, auf dem Merkur
- Fram, inoffizieller Name eines kleinen Marskraters, der von der Raumsonde Opportunity 2004 entdeckt wurde.
- Frambecken, ein Tiefseebecken im Arktischen Ozean
- Framstraße, ein Seeweg zwischen Spitzbergen und Grönland (zwischen dem Nordatlantik und dem Arktischen Ozean).
- Fram, die Regattayachten des segelbegeisterten norwegischen Königshauses
- Fram, ein Post- und Kreuzfahrtschiff der Hurtigruten
- Framheim, Basislager von Amundsens Fram-Expedition
- Fram Mesa, Tafelberg im Nilsen-Plateau im Königin-Maud-Gebirge, Antarktika
- Fram-Inseln, Inselgruppe vor der Küste des ostantarktischen Adélielands